# Людина з майбутнім
«Людина з майбутнім» — радянський чорно-білий художній фільм, поставлений на кіностудії «Ленфільм» в 1960 році режисером Миколою Розанцевим. Прем'єра фільму в СРСР відбулася 20 лютого 1961 року.

## Сюжет
Кіноповість про становлення характеру шахтаря Івана Кондакова, перетворення його з наївного дивака-винахідника в шанованого інженера.

## У ролях
- Геннадій Нілов —  Іван Кондаков
- Ізольда Ізвицька —  Льоля, лікар
- Тамара Страдіна —  Ніна
- Станіслав Фесюнов —  Сергій Багрєєв, гірничий інженер
- Ігор Єфімов —  Павло Галацук
- Володимир Марьєв —  Петро Омелянович
- Людмила Глазова —  Євдокія Максимівна, мати Івана Кондакова
- Олег Лебедєв —  Шкудов, дядько Саша
- Геннадій Вєрнов —  Олексій Тарасов
- Георгій Жжонов —  начальник шахти Крилов
- Євген Барков —  Гордеїч
- Георгій Сатіні —  Матвій Цаплін
- Микола Кузьмін —  Семен Полозов
- Олександр Афанасьєв —  Федосєєв, головний механік
- Зоя Александрова —  Ольга Василівна, мати Ніни
- Ігор Боголюбов —  Циганков
- Григорій Плужник —  Федір Макарович, батько Ніни
- Павло Первушин — чоловік, який прийшов на допомогу Івану
- Тамара Тимофєєва —  медсестра в лікарні
- Федір Федоровський —  Олексій Гаврилович, поранений шахтар
- Микола Боголюбов —  епізод
- Геннадій Болотов —  епізод
- Володимир Курков —  сусід по палаті
- Світлана Мазовецька —  секретарка
- Любов Малиновська —  двірник
- Володимир Самойлов —  професор Преображенський
- Олексій Смирнов —  шофер
- Лев Степанов —  двірник

## Знімальна група
- Сценарій — Афанасій Салинський
- Режисер-постановник — Микола Розанцев
- Оператор — Євген Кирпічов
- Художник — Семен Малкін
- Композитор — Микола Червинський